# Carlos de Lalaing

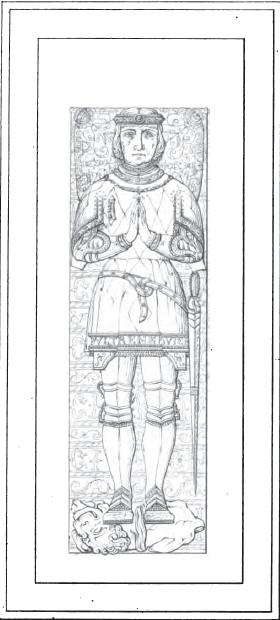
Imagen de Charles de Lalaing en su tumba

Charles I de Lalaing o Carlos de Lalaing (1466-1525), Barón de Lalaing y primer Conde de Lalaing, título concedido en 1522 por el emperador Carlos V (Carlos I de España). Hijo de Josse de Lalaing (1437-1483) y de Bonne de Vievfille. Además era Barón de Escornaix, Señor de Montigny, Hantes, Brecle, Señor de Oudenaarde, etc., Chamberlain del emperador Carlos V (Carlos I de España). Casó con Jacqueline de Luxemburgo, hija del Señor de Fiennes, y con Marie de Barleimont.
Fue este Conde quien acogió en su casa de Audenarde (Oudenaarde) a la huérfana Johanna Maria van der Gheynst, futura amante del emperador Carlos V y madre de Margarita de Parma.
Tuvo varios hijos, entre ellos a Charles II de Lalaing (1506-1558), segundo Conde de Lalaing. Barón de Montigny, Waurin y Condé, Señor de Escornaix, Bracle St-Aubin, Wasseières, etc., Caballero del Toisón de Oro, Senescal de Flandes, gobernador de Utrecht, Holanda y Zelanda, Diputado del Ducado de Luxemburgo y, luego, Hainaut y el Cambresado. Casó en primer lugar con Marguerite de Croy (varios hijos, pero solo uno sobrevivió) y, en segundas nupcias, con Marie van Hoorn-Montmorency, señora de Condé, con varios hijos. De sus hijos están los dos condes de Lalaing siguientes: Emmanuel-Philibert (o François) y Philippe.
- Datos: Q2046768
- Multimedia: Charles I. de Lalaing (1466-1525) / Q2046768